# Ачесон, Арчибальд, 2-й граф Госфорд
Арчибальд Ачесон, 2-й граф Госфорд (англ. Archibald Acheson, 2st Earl of Gosford; 1 августа 1776 — 27 марта 1849) — англо-британский пэр и политик. Он был известен как Достопочтенный Арчибальд Ачесон с 1790 по 1806 год и лорд Ачесон с 1806 по 1807 год.

## Происхождение и образование
Родился 1 августа 1776 года в Маркет-Хилле, графство Арма, Ирландия. Старший сын Артура Ачесона, 1-го графа Госфорда (1744/1745 — 1807), и его жены Миллисент Поул (ок. 1750—1825). Он получил образование в колледже Крайст-Черч, Оксфордский университет, Оксфорд.

## Карьера

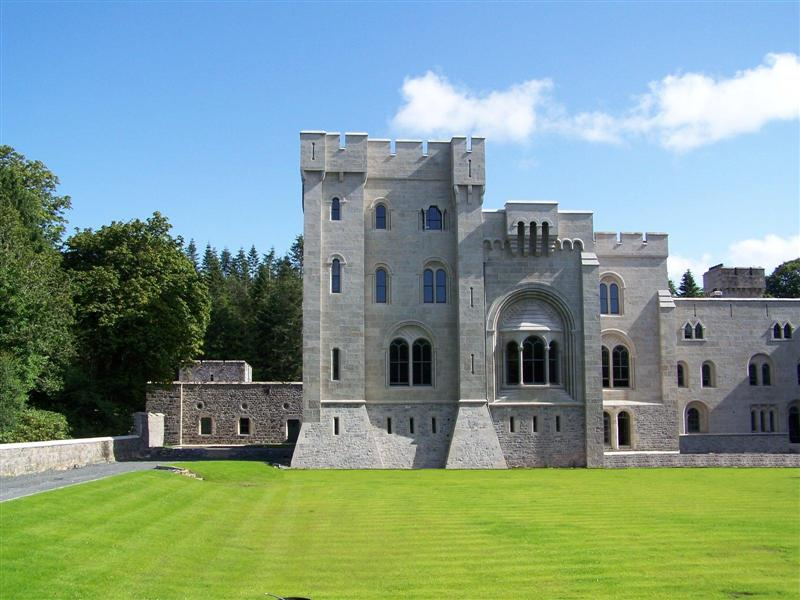
Замок Госфорд, графство Арма

Арчибальд Ачесон заседал в Палате общин Ирландии от графства Арма (1798—1801) и Палаты общин Великобритании от графства Арма (1801—1807).
14 января 1807 года после смерти своего отца Арчибальд Ачесон унаследовал 2-го графа Госфорда, 3-го барона Госфорда из Маркет-Хилла (графство Арма), 3-го виконта Госфорда из Маркет-Хилла (графство Арма) и 8-го баронета Ачесона из Маркет-Хилла (графство Арма).
С 1811 по 1849 год — ирландский пэр-представитель в Палате лордов Великобритании.
С 1805 года — губернатор графства Арма, с 1831 по 1849 год — первый лорд-лейтенант графства Арма.
Лорд в ожидании в 1831—1834 годах, член Тайного совета Великобритании в 1834 году, капитан йоменской гвардии (июль — ноябрь 1834 года, апрель — июнь 1835 года). В 1838 году он был награждён Большим крестом Ордена Бани. Также занимал должность вице-адмирала Ольстера.
13 июня 1835 года для него был создан титул барона Уорлингема из Бекклса (графство Саффолк) в системе Пэрства Соединённого королевства и, таким образом, он стал самостоятельным членом Палаты лордов Великобритании.
По поручению лорда Госфорда архитектор Томас Хоппер начал строительством замка Госфорда, новой родовой резиденции графов Госфорд.
В 1835 году лорд Госфорд был назначен генерал-губернатором Британской Северной Америки (также вице-губернатором Нижней Канады). Ему было поручено умиротворить реформистов во главе с Луи-Жозефом Папино, не давая им никакой реальной власти. Лорд Госфорд пытался дистанцироваться от своего предшественника лорда Эйлмера, который усугубил враждебность франко-канадцев к британской администрации. Арчибальд Ачесон официально учредил Монреальскую епархию в 1836 году, хотя неофициально она была создана несколькими годами ранее. В августе того же года лорд Госфорд распустил Законодательное собрание, когда оно отказалось принять его бюджет.
В ноябре лорд Госфорд узнал о запланированном восстании в Нижней Канаде и приказал арестовать многих последователей Папино, хотя сам Папино бежал в США. В следующем месяце он объявил награду за захват Папино и объявил военное положение в Нижней Канаде. Лорд Госфорд ушел в отставку в ноябре 1837 года и вернулся в Великобританию в следующем году.

## Личная жизнь
20 июля 1805 года в Сент-Мэри, Сент-Мэрилебон, Лондон, лорд Госфорд женился на Мэри Спарроу (14 апреля 1777 — 30 июня 1841), дочери политика Роберта Спарроу и Мэри Бернард. У супругов были сын и четыре дочери, в том числе:
- Арчибальд Ачесон, 3-й граф Госфорд (20 августа 1806 — 15 июня 1864), он сменил своего отца после его смерти.
- Леди Мэри Ачесон (27 июня 1809 — 13 марта 1850), в 1835 году она вышла замуж за Джеймса Хьюитта, 4-го виконта Лиффорда.
- Леди Миллисент Френч Ачесон (около 1812 — 29 августа 1887), в 1842 году она вышла замуж за Генри Бенса Джонса[англ.].

Лорд Госфорд скончался 27 марта 1849 года в возрасте 72 лет. Ему наследовал его единственный сын, Арчибальд Ачесон, 3-й граф Госфорд.